# Who's Laughing Now (Ava Max)
Who's Laughing Now is een nummer van de Amerikaanse zangeres Ava Max uit 2020. Het is de zesde single van hun haar debuutalbum Heaven & Hell.
"Who's Laughing Now" gaat over een meisje dat het slachtoffer wordt van gaslighting. Ook gaat het nummer over hoe men sterker uit een op de klippen gelopen relatie komt. De plaat flopte in Amerika maar werd in een aantal Europese landen wel een hit. Zo ook in Nederland, waar het de 12e positie bereikte in de Nederlandse Top 40. In België werd de 8e positie bereikt in de Vlaamse Ultratop 50.